# Калб, Дон
Донат Пиус «Дон» Калб (нидерл. Donatus Pius "Don" Kalb; 15 октября 1959) — нидерландский антрополог, профессор социологии и социальной антропологии в Центрально-Европейском университете, доцент кафедры социальных наук и культурной антропологии в Утрехтском университете, и приглашённый научный сотрудник отдела антропологии в Бергенском университете. Основатель и главный редактор журнала глобальной и исторической антропологии «Focaal».

## Биография
Вырос в муниципалитете Эйндховена.
Получил образование (M. А. по культурной антропологии) в Католическом университете Неймегена в 1988 году. Степень доктора философии в области социальных наук получил в Утрехтском университете в 1995 году.
В 1988—1990 гг. — научный сотрудник Католического университета Брабанта (Нидерланды); 1989—1993 гг. — научный сотрудник Амстердамской школы социальных исследований; 1990—1999 гг. — научный сотрудник, доцент Утрехтского университета; 1997—1998 гг. — старший научный сотрудник Института гуманитарных наук (Вена, Австрия); с 1999 г. — старший научный сотрудник, преподаватель Утрехтского университета; с 2003 г — профессор Центрально-европейского университета.
В своих трудах рассматривает многочисленные вопросы, в частности глобализацию, национализм, историю труда, и социальные классы. Несмотря на то, что является социальным и культурным антропологом по образованию, в своих исследованиях широко использует исторические методы.

### Монографии
- Kalb, Don. Expanding Class: Power and Everyday Politics in Industrial Communities; The Netherlands 1850-1950 (англ.). — Durham: Duke University Press, 1998. — (Comparative and International Working-Class History). — ISBN 978-0-8223-2022-7.

### Редактируемые сборники
- Carrier, James G.; Kalb, Don, eds. (2015). Anthropologies of Class: Power, Practice, and Inequality. Cambridge: Cambridge University Press. ISBN 978-1107087415. {{cite encyclopedia}}: |title= пропущен или пуст (справка)
- Kalb, Don; Halmai, Gábor, eds. (2011). Headlines of Nation, Subtexts of Class: Working Class Populism and the Return of the Repressed in Neoliberal Europe. EASA Series. Vol. 15. Oxford: Berghahn Books. ISBN 978-0857452030. {{cite encyclopedia}}: |title= пропущен или пуст (справка)
- Kalb, Don; Tak, Herman, eds. (2006). Critical Junctions: Anthropology and History beyond the Cultural Turn. Oxford: Berghan Books. ISBN 978-1845450298. {{cite encyclopedia}}: |title= пропущен или пуст (справка)
- Kalb, Don; Pansters, Wil; Siebers, Hans, eds. (2004). Globalization and Development: Themes and Concepts in Current Research. Dordrecht: Kluwer Academic Publishers. ISBN 978-1402024740. {{cite encyclopedia}}: |title= пропущен или пуст (справка)
- Kalb, Don; van der Land, Marco; Staring, Richard; Van Steenbergen, Bart, eds. (2000). The Ends of Globalization: Bringing Back In Society. Lanham: Rowman & Littlefield. ISBN 978-0847698851. {{cite encyclopedia}}: |title= пропущен или пуст (справка)

### Переведённые статьи
- «Середній клас» як «порожній означник»: клас і міське спільне в ХХІ столітті // Спільне. — 24.06.2013.
- Нація в заголовках, клас у підтексті: робітничий популізм і повернення витісеного в неоліберальній Європі // Спільне, № 5, 2012: Политэкономия расизма, с. 8-23.